# RETScreen

Captura de ecrã

O Software RETScreen Clean Energy Management (normalmente abreviado para RETScreen) é um pacote de software desenvolvido pelo governo do Canadá. O RETScreen Expert foi um produto de destaque no Encontro Ministerial de Energia Limpa em 2016, que ocorreu em São Francisco, EUA.
RETScreen Expert é a versão atual do software, lançada ao público em 19 de setembro de 2016. O software possibilita a total identificação, avaliação e otimização da viabilidade técnica e financeira de possíveis projetos de energia renovável e de eficiência energética, assim como a medição e verificação do desempenho real das dependências e a identificação de oportunidades de economia/produção de energia.
O “Modo Visualizar” do RETScreen Expert é gratuito e dá acesso a toda a funcionalidade do software. Algo diferente das versões anteriores do RETScreen é o novo “Modo Profissional” (que permite aos usuários salvar, imprimir, etc.) que agora encontra-se disponível mediante assinatura anual.
A RETScreen Suite que é composta pela RETScreen 4 e RETScreen Plus, é a versão anterior do software RETScreen. A RETScreen Suite inclui co-geração e e capacidade de análise fora da rede.
Diferente da RETScreen Suite, o RETScreen Expert é uma plataforma integrada de software; utiliza arquetipos detalhados e completos para avaliar projetos; inclui a capacidade de análise de portfólio. O RETScreen Expert integra várias bases de dados de suporte ao usuário, incluindo um banco de dados de condições climáticas obtidas a partir de 6.700 estações terrestres e satélites da NASA; uma base de dados para análise de comparação; uma base de dados de custos do projeto; uma base de dados hidrológicos e uma base de dados do produto. O software inclui uma ampla variedade de material de treinamento integrado, além de um livro texto eletrônico.

## História
A primeira versão do RETScreen foi lançada em 30 de abril de1998. A Versão 4 do RETScreen foi lançada em 11 de dezembro de 2007, em Bali, Indonésia, pelo Ministro do Ambiente do Canadá. O RETScreen Plus foi lançado em 2011, a RETScreen Suite (que integra o RETScreen 4 e o RETScreen Plus com inúmeras atualizações adicionais) foi lançada em 2012. O lançamento do RETScreen Expert foi lançado no mercado em 19 de setembro de 2016.

## Requisitos do Programa
O programa necessita da versão Microsoft® Windows 7 SP1, Windows 8.1 ou Windows 10; e o Microsoft® .NET Framework 4.7 ou mais recente. É possível o programa funcionar em computadores Apple Macintosh utilizando Parallels ou VirtualBox para Mac.

## Parceiros
O RETScreen é gerido sob a liderança e apoio financeiro contínuo do Centro de Tecnologia CanmetENERGY Varennes, do Departamento de Recursos Naturais, uma divisão do governo canadense. A equipe principal colabora com várias outras organizações governamentais e multilaterais, contando com o apoio técnico de uma vasta rede de especialistas da indústria, governo e meio científico. Os principais parceiros são o Langley Research Center da NASA, a Renewable Energy and Energy Efficiency Partnership (REEEP), o Independent Electricity System Operator (IESO) de Ontário, a Unidade Energética da Divisão de Tecnologia, Indústria e Economia da UNEP, a Global Environment Facility (GEF), o Prototype Carbon Fund (PCF), um fundo gerido pelo Banco Mundial, e a Iniciativa de Energia Sustentável da York University.

## Exemplos de utilização
Em fevereiro de 2018, o software RETScreen possuía mais de 575 mil utilizadores em todos os países e territórios do mundo.
Um estudo de impacto independente previu que, até 2013, a utilização do software RETScreen seria internacionalmente responsável por mais de $8 bilhões na redução dos custos de operação dos utilizadores, 20 milhões de toneladas anuais em reduções nas emissões de gases com efeito de estufa e uma capacidade instalada de energia limpa de pelo menos 24 GW.
O RETScreen tem sido amplamente utilizado para facilitar e implementar projetos de energia limpa. Foi, por exemplo, a ferramenta escolhida:
- para reequipar o Empire State Building com soluções de eficiência energética[22]
- nas dependências de fabricação da 3M Canadá[23]
- pela indústria eólica irlandesa, de forma extensiva, tendo como objetivo analisar o potencial de novos projetos[24]
- para monitorar o desempenho de centenas de escolas em Ontário[25]
- pelo programa de combinação de calor e eletricidade da Manitoba Hydro (otimização bioenergética) com a finalidade de avaliar as aplicações dos projetos[26][27]
- para administrar a energia em campus universitários e faculdades[28]
- em uma avaliação e apreciação plurianual do desempenho fotovoltaico em Toronto, Canadá[29][30]
- para analisar o aquecimento nas instalações da Força Aérea dos EUA[31]
- para dependências municipais, inclusive na identificação de oportunidades para reequipamento de eficiência energética em várias cidades de Ontário.[32][33]

Uma extensa coleção de artigos que documentam como o RETScreen tem sido utilizado em contextos diferentes encontra-se disponível na página do RETScreen no LinkedIn.
O RETScreen também tem sido uma ferramenta preferencial no ensino e investigação em mais de 1.100 universidades e politécnicos, a nível mundial, sendo frequentemente citado na literatura acadêmica. Exemplos da utilização do RETScreen no meio acadêmico podem ser encontrados em “Publicações e Relatórios” e “Cursos Universitários e Politécnicos” do Boletim RETScreen, cujo acesso se dá através do manual de instruções no software que o usuário pode baixar pela internet.
A utilização do RETScreen é internacionalmente obrigatória ou recomendada por programas de incentivo à energia limpa a todos os níveis de governo, nomeadamente no âmbito do UNFCCC e de outras iniciativas da UE; Canadá, Nova Zelândia e Reino Unido; de numerosos estados americanos e províncias canadenses; de cidades e municípios; e de serviços de utilidade pública. Foram realizadas oficinas de formação RETScreen a nível nacional e regional mediante solicitação oficial dos Governos do Chile, Arábia Saudita , e de 15 países da África Ocidental e Central, e da Organização Latinoamericana de Energia (OLADE).

## Prêmios e reconhecimento
Em 2010, a RETScreen Internacional foi premiada com o Public Service Award of Excellence, o maior prêmio concedido pelo governo canadense aos seus funcionários públicos.
O RETScreen e a equipe RETScreen foram nomeados para receber vários outros prêmios de prestígio, incluindo o Ernst & Young/Euromoney Global Renewable Energy Award, o Energy Globe (Prêmio Nacional para o Canadá) e a GTEC Distinction Award Medal.

## Comentários
Uma crítica da International Energy Agency sobre o lançamento beta da parte hidroelétrica do software descreveu-o como "muito impressionante". A European Environment Agency referiu-se ao RETScreen como uma "ferramenta extremamente útil". O RETScreen também foi considerado “uma das raras ferramentas de software, e de longe a melhor, disponível para a avaliação da vertente económica das instalações que utilizam energias renováveis" e, por fim, "uma ferramenta para reforçar ... a coerência do mercado" no que se refere à energia limpa numa perspectiva mundial.